# Хатиџе-султанија (ћерка Селима I)
Султанија Хатиџе (тур. Hatice Sultan) је била ћерка турског султана Селима I са његовом женом Хафсом, и сестра султана Сулејмана I Величанственог, султаније Хафизе и султаније Фатме.

## Биографија
Хатиџе је рођена око 1492. године.
Хатиџе је 1509. године удата за Шехит Мехмед-бега, који је био син полусестре њеног оца, Фатме-султаније. Ово је једини утврђени и истинити брак Хатиџе-султаније.
Вековима раније се веровало да је Ибрахим-паша Паргалија оженио 1524. године султанију Хатиџе, али је доказано да је био ожењен ћерком Искендер-паше, Мухсине-хатун.

## Смрт
Речено је да је једна од Хатиџиних кћери наредила изградњу џамије у Аксарају у част своје мајке 1543. године, када је Хатиџе и преминула.  Сахрањена је поред своје сестре Хафизе у џамији свог оца. У октобру 1543. године, Сулејман је наредио да се изгради гробница са куполом на врху Хатиџиног гроба.

## 'Величанствено столеће'
Популарна хит серија говори о животу на двору султана Сулејмана Величанственог.Улогу султаније Хатиџе глуми Селма Ергеч.